# إسحاق هوليستر هال
إسحاق هوليستر هال (بالإنجليزية: Isaac Hollister Hall)‏ هو عالم نقائش ‏ وأستاذ جامعي ومستشرق أمريكي، ولد في 12 ديسمبر 1837 في نوروولك في الولايات المتحدة، وتوفي في 2 يوليو 1896 في ماونت فيرنون في الولايات المتحدة.